# Cachiche
 Cachiche, oficialmente Santa Rosa de Cachiche (también llamado como Brujas de Cachiche), es una localidad peruana, ubicada en la provincia de Ica, en el departamento homónimo. La localidad es conocida por ser un lugar donde se práctica abiertamente la hechicería.

## Historia
Esta parte del Perú ganó gran parte de su fama actual desde la época virreinal, en la que varias mujeres acusadas de ser brujas fueron perseguidas por la Inquisición española por sus creencias paganas en Europa. Algunas de estas mujeres escaparon a Lima, sin embargo, se encontraron inseguras incluso allí, en donde se desarrollaron y expandieron. Luego, las mujeres se trasladaron más al sur hacia el valle de Ica y se establecieron en el pueblo de Cachiche. En la década de 1980, el renovado interés en el Perú por la medicina alternativa hizo que este pueblo volviera a ser olvidado.

### Leyenda de Julia Hernández Pecho Viuda de Díaz
Según la leyenda local, una de las brujas más famosas de Cachiche fue la bella Julia Hernández Pecho viuda de Díaz. Era conocida por haber curado el tartamudeo del niño local llamado Fernando León de Vivero, quien luego se convirtió en congresista de la República. Cuenta la historia que cuando regresó a Cachiche quería mostrar su gratitud, por lo que levantó una estatua dorada en forma de mujer muy hermosa con las manos estiradas hacia arriba en forma de V, con un búho y una calavera a cada lado, tallado en un solo árbol de huarango. Hoy en día se la puede visitar en el Parque de las Brujas de Cachiche junto con varios monumentos más de las diversas brujas. Su popular historia decía que en 1987 a la edad de 106 años muere la bruja Julia. A su muerte, esta famosa bruja profetizó que cuando apareciera la séptima cabeza de la palmera, Ica sería aniquilada. La historia fue olvidada por mucho tiempo, pero en 1997 (un año de El Niño) las lluvias torrenciales inundaban la ciudad. La gente decidió cortar la séptima cabeza del árbol, pero la inundación se detuvo antes de hacerlo. Esta palmera se encuentra en el centro de la aldea y la gente local dijo que alguna vez fue un árbol normal y erecto, pero bajo la influencia de los rituales diabólicos realizados cerca, se ha deformado.

## Turismo
Cachiche es un destino turístico del departamento de Ica, a solo cuatro kilómetros de la ciudad de Ica, su atractivo reside principalmente en su historia de brujerías. En finales de 2018, la municipalidad de Ica inauguró el parque temático Las Brujas de Cachiche, también se encuentra la palmera de siete cabezas, la séptima cabeza sigue siendo cortada en la actualidad por la leyenda de Julia Hernández.

## En la cultura popular
Cachiche es referenciado en la cultura popular peruana, el músico criollo y afroperuano Adolfo Zelada creó el sencillo Brujas de Cachiche, El famoso restaurante de Lima, Las Brujas de Cachiche, lleva su nombre inspirado en la leyenda de la localidad.